# Rudolf Ulrich Krönlein
Rudolf Ulrich Krönlein (ur. 19 lutego 1847 w Stein am Rhein, zm. 26 października 1910 w Zurychu) – szwajcarski chirurg.
W 1872 roku otrzymał tytuł doktora medycyny na Uniwersytecie w Zurychu. Kontynuował studia medyczne w Berlinie u Bernharda von Langenbecka i Edmunda Rosego. W 1874 roku został dyrektorem kliniki chirurgicznej w Gießen, w 1881 otrzymał katedrę chirurgii na Uniwersytecie w Zurychu. Jego następcą na tym stanowisku był Ferdinand Sauerbruch.

## Wybrane prace
- Weitere Bemerkungen über die Lokalisation der Hämatome der Art. meningea media und deren operative Behandlung. Beiträge zur klinischen Chirurgie 13, S. 66-74, 1895

## Zobacz także
- Postrzał Krönleina